# Microlicia fasciculata
Microlicia fasciculata är en tvåhjärtbladig växtart som beskrevs av Carl Friedrich Philipp von Martius och Charles Victor Naudin. Microlicia fasciculata ingår i släktet Microlicia och familjen Melastomataceae. Inga underarter finns listade i Catalogue of Life.